# Sebastião Lazaroni
Sebastião Barroso Lazaroni (Muriaé, 25 de setembro de 1950) é um ex-treinador de futebol brasileiro.

## Carreira

### Início
Em 1975 começou como supervisor das categorias de base do Flamengo.
Entre 1983 e 1984 treinou o Al Ain, dos Emirados Árabes.
Em 1985, já no Brasil, retornou ao Flamengo e trabalhou como preparador físico, técnico interino, supervisor do departamento de futebol e técnico efetivo.

### Seleção do Rio de Janeiro
Em 1987, a Seleção do Rio de Janeiro campeã do Campeonato Brasileiro de Seleções daquele ano começou baseada no plantel do Vasco da Gama. Assim, Lazaroni chegou a ser treinador do selecionado durante a campanha, contra o combinado do Maranhão. Porém, na fase final a representação foi feita pelo Americano, treinado por José Maria Pena.

### Seleção Brasileira
Com Ricardo Teixeira eleito em 1989, o dirigente Eurico Miranda indicou Sebastião Lazaroni, então com 39 anos, para a Seleção Brasileira, uma vez que a primeira opção — Carlos Alberto Parreira — não conseguiu liberação da Arábia Saudita. Na ocasião, Eurico declarou: "Lazaroni é jovem, moderno, trabalhador e vencedor. Foi tricampeão do Rio de Janeiro, vencendo um campeonato com o Flamengo e dois com o Vasco". Lazaroni deu entrevistas afirmando que quatro dos jogadores da primeira convocação foram "indicados" e disse que seria uma espécie de coordenador. De acordo com o jornalista Carlos Orletti, Eurico Miranda afirmou que tinha "poder de veto" nas convocações. Uma enquete do jornal Folha de S.Paulo indicou que apenas 3% dos torcedores escolheriam Lazaroni como técnico da Seleção Brasileira.
Com jogadores como Taffarel, Bebeto e Romário, o Brasil acabou campeão da Copa América de 1989. A última vez havia sido em 1949, e essa foi a primeira conquista da Seleção desde o título do Mundial de 1970.

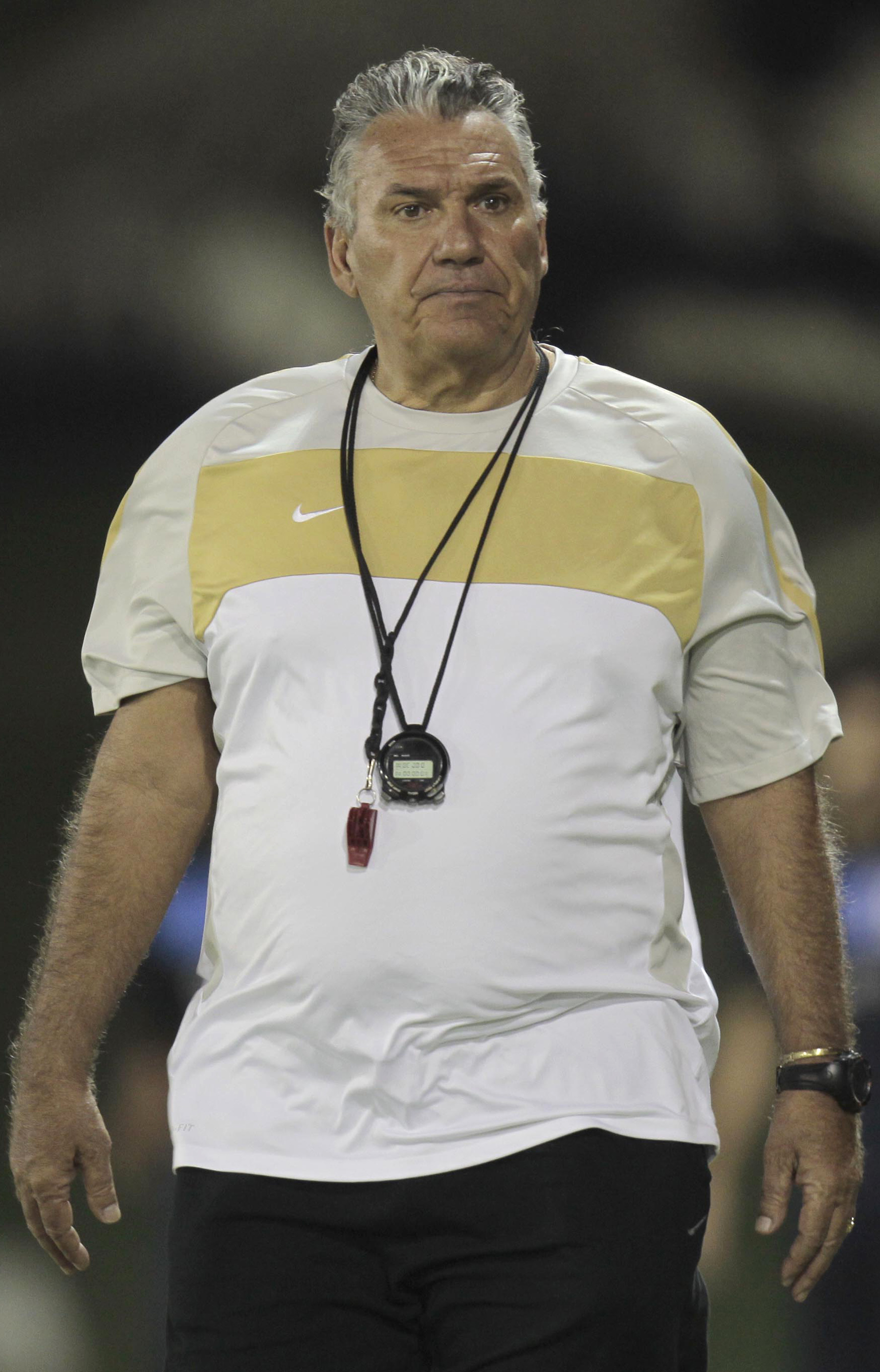
Sebastião Lazaroni em 2011

Já na Copa do Mundo de 1990, o Brasil foi eliminado nas oitavas de final num confronto marcante contra a Argentina. Foi a primeira vez, desde 1966, que a Seleção Canarinho não terminou entre as oito melhores do torneio. O atacante Müller, que atuava no Torino e disputava a Serie B da Itália, foi o único jogador convocado pelo Brasil para uma Copa do Mundo atuando numa segunda divisão. Durante o mundial, Lazaroni assinou um contrato de 75 mil dólares para dar entrevistas exclusivas à TV Globo.
Após a eliminação, o jornal Folha da Tarde estampou na manchete: "Deu Burro!" e "Esquema de Lazaroni elimina o Brasil". A Folha de S.Paulo colocou uma caricatura de Lazaroni com orelhas de burro na primeira página. O Jornal dos Sports publicou em tom jocoso uma pequena matéria: "Branco jura que foi dopado na história mais inacreditável da Copa do Mundo". Lazaroni reagiu transtornado depois do jogo: "Ninguém pode me culpar de nada, pois nas peladas não perdia gols [assim]. Se eu estivesse em campo contra a Argentina, dificilmente teria perdido alguns daqueles que deixamos de marcar. Por isso eu afirmo: antes do jogo, o grupo merecia nota 10, depois foram reprovados".

### Catar
Iniciou sua trajetória no Catar em julho de 2008, assumindo o comando do Qatar Sports Club. No ano seguinte, foi eleito o melhor treinador da temporada pelo Comitê Olímpico e conquistou a Copa da Coroa do Príncipe. Em março de 2011, Lazaroni teve seu contrato renovado por mais três anos. Por conta do bom trabalho no clube, foi anunciado como técnico da Seleção Catari no dia 7 de agosto. O período de permanência e os valores do acordo não foram divulgados.
No dia 19 de dezembro, após a eliminação do Catar na primeira fase dos Jogos Pan-Arábicos, o treinador foi demitido. Em janeiro de 2012 passou a ser consultor técnico da Seleção do Catar, retornando meses depois ao comando do Qatar SC.

## Títulos
Flamengo
- Taça Rio: 1985 e 1986[20]
- Campeonato Carioca: 1986

Vasco da Gama
- Campeonato Carioca: 1987 e 1988
- Troféu Ramón de Carranza: 1987
- Taça Jerônimo Bastos: 1988
- Taça Rio: 1988

Al-Hilal
- Copa da Arábia Saudita: 1995

Grêmio
- Taça Hang Ching: 1998

Shanghai Shenhua
- Supercopa da China: 1999

Yokohama Marinos
- Copa da Liga Japonesa: 2002

Qatar SC
- Cup QNB: 2014
- Copa do Príncipe Herdeiro: 2009

Seleção Brasileira
- Copa América: 1989

### Prêmios individuais
- Treinador Sul-Americano do Ano: 1989
- Melhor Treinador do Catar: 2009[21]